# Murighiol
Murighiol es una comuna ubicada en el distrito de Tulcea, Rumania.

## Superficie
Posee una superficie de 804,5 kilómetros cuadrados.

## Demografía
Hasta 2021 la población era de 2959 habitantes, con una densidad de población de 3,678 habitantes por kilómetro cuadrado.